# Баталов, Сергей Алексеевич
Серге́й Алексе́евич Бата́лов (род. 29 марта 1982, Ярославль) — русский критик, редактор, поэт.

## Биография
Окончил юридический факультет Ярославского государственного университета им. П.Г.Демидова.
Как поэт публиковался в «Литературной газете», журналах Homo Legens, «Арион» и др. Критика и эссе Сергея Баталова представлены в приложении «EX-Libris» к «Независимой газете», в журналах «Арион», «Новый мир», «Волга», «Prosōdia», «Вопросы литературы» и др.
Является членом творческой группы независимых критиков-субъективистов, в которую входят также Анна Жучкова, Валерия Пустовая, Елена Сафронова. Своим предметом исследования критики-субъетивисты определяют текст, а главной темой — человека, меняющего мир. При этом участники творческой группы «не претендуют на установление единственно верной трактовки произведения, допускают субъективность оценки и строят критический дискурс как многополярную динамическую конструкцию».
Редактор отдела поэзия журнала «Лиterraтура» в 2023—2025 годы.
Живёт в Ярославле.

## Признание
- Финалист публицистического конкурса «Русский характер: новый взгляд», проводимого в рамках общероссийской литературной «Илья-премии» (2011)[13]
- Шорт-листер Международного Волошинского конкурса в номинации «Критика» (2014)[14]
- Лауреат премии «Пристальное прочтение поэзии» журнала «Prosōdia» (2018, 2021)[9]
- Победитель конкурса эссе к 125-летию Георгия Иванова журнала «Новый мир» (2019)[7]
- Лауреат литературной премии «Эхо» (2020)[15]